# ادریس خالد
ادریس خالد (انگلیسی: Driss Khalid؛ زادهٔ ۷ فوریهٔ ۱۹۹۹) بازیکن فوتبال اهل فرانسه است.
از باشگاه‌هایی که در آن بازی کرده‌است می‌توان به باشگاه فوتبال تولوز اشاره کرد.
وی همچنین در تیم‌های ملی فوتبال زیر ۱۷ سال مراکش و زیر ۲۰ سال مراکش بازی کرده‌است.